# Calau de bec sagnant
El calau de bec sagnant(Lophoceros fasciatus) és una espècie d'ocell de la família dels buceròtids (Bucerotidae) que habita selva i bosc de l'Àfrica Occidental i Central, des del sud del Senegal, Guinea i Libèria, cap a l'est fins a Sudan del Sud i Uganda i cap al sud fins a l'oest d'Angola.

## Taxonomia
Tradicionalment classificat en dues subespècies:
- L. f. fasciatus (Shaw, 1812). Des del sud-est de Nigèria fins al nord d'Angola i Uganda.
- L. f. semifasciatus (Hartlaub, 1855). Des del Senegal i Gàmbia fins al sud de Nigèria.

Modernament, en algunes classificacions s'ha considerat la segona, una espècie de ple dret: calau bectorrat (Lophoceros semifasciatus).